# Iglesia de Nuestra Señora de la Encarnación (Monachil)
La iglesia de Nuestra Señora de la Encarnación es una iglesia parroquial situada en el municipio español de Monachil, en la provincia de Granada, comunidad autónoma de Andalucía.

## Historia
Fue erigida en parroquia en 1501, siendo construida sobre la mezquita mayor, y reconstruida sobre 1655 al estar ruinosa, interviniendo el albañil Diego Ortega y el carpintero Andrés Moreno.

## Descripción
Es de estilo mudéjar, con la estructura típica de las iglesias mudéjares, planta rectangular, con coro a los pies sobre la entrada, y capilla mayor enmarcada de la nave por un arco ojival. Los techos se cubren con armaduras de limas, las del presbiterio con piñas de mocárabes y lacería de ocho en el almizate.